# Vanessa virginiensis
Vanessa virginiensis é uma espécie de insetos lepidópteros, mais especificamente de borboletas pertencente à família Nymphalidae.
A autoridade científica da espécie é Drury, tendo sido descrita no ano de 1773.
Trata-se de uma espécie presente no território português.